# Glomeridesmus adjuntas
Glomeridesmus adjuntas är en mångfotingart som beskrevs av Ralph Vary Chamberlin 1950. Glomeridesmus adjuntas ingår i släktet Glomeridesmus och familjen Glomeridesmidae. Inga underarter finns listade i Catalogue of Life.